# Fuck the U.S.A.
Fuck The Usa es una canción de la banda de Edimburgo (Escocia) The Exploited, de su álbum Troops of Tomorrow lanzado en 1982.

## Argumento
El tema critica fuertemente al gobierno de los Estados Unidos y a su gente: la poca preocupación por los demás y el modelo capitalista impuesto.

## Polémica
En un concierto Wattie Buchan dedica el tema a Dead Kennedys, concretamente a su vocalista, Jello Biafra.

## Personal
- Wattie Buchan - vocalista
- Big John Duncan - guitarrista
- Gary McCormack - bajo
- Steve Roberts - batería